# 拉法乌·皮什奇
拉法乌·皮什奇（波蘭語：Rafał Piszcz，1940年10月24日—2012年9月12日），波兰男子皮划艇运动员。他曾代表波兰参加1964年、1968年和1972年夏季奥林匹克运动会皮划艇比赛，其中1972年奥运会获得一枚铜牌。